# Zamek Podsreda
Zamek Podsreda – zamek położony w pobliżu wsi Podsreda w południowo-wschodniej Słowenii, niedaleko granicy z Chorwacją. Jest to jedyny obiekt tego typu w Słowenii, który zachował czysty styl romański. Udostępniony dla zwiedzających jest wyłącznie w sezonie letnim (od kwietnia do października), z wyjątkiem poniedziałków.

## Historia
Warownia nazwana Hörberg powstała około roku 1200. Pierwsza wzmianka o niej pochodzi z 1213 roku. W 1339 roku zamek został zakupiony przez Fryderyka I, hrabiego Cilii i był własnością dynastii aż do jej ostatniego przedstawiciela. W 1456 po wygaśnięciu rodu hrabiów Cilii zamek przeszedł w posiadanie Habsburgów. W 1515 roku został zaatakowany i zdobyty podczas powstania chłopskiego. Następnie zarządcy obiektu często się zmieniali, do czasu zakupu w 1617 roku przez hrabiego Žiga Tattenbacha. Był własnością jego potomków do 1848 roku, kiedy to kupiony został przez księcia Weriand zu Windisch-Grätz. Po II wojnie światowej zamek przeszedł na własność państwa i została przeprowadzona jego gruntowna renowacja. Działa w nim muzeum z główną ekspozycją w wieży zamkowej. W komnatach znajdujących się na parterze powstało muzeum szkła oraz mieści się wystawa poświęcona historii warowni. Charakterystycznym elementem budowli jest okazała wieża bramna, która pełniła także rolę stołpu.

## Architektura
Zamek otoczony jest grubymi na 3 metry murami ze stołpem w południowej części. Po wschodniej stronie znajdują się arkadowe schody zewnętrzne do pomieszczeń we wschodniej i północnej części obiektu. Parter w przeważającej części pełnił funkcję piwnicy, tylko w południowo-wschodniej części zamku zachowała się odrestaurowana kuchnia chlebowa przebudowana w późnym okresie baroku (czasem nazywana kuchnią „średniowieczną”). W pokojach zamkowych z zachowanymi oryginalnymi belkami stropowymi i żyrandolami znajduje się wystawa szkła artystycznego.